# Alicia Miyares Fernández
Alicia Miyares Fernández (Parres, 30 de abril de 1963) é uma filósofa, feminista, pesquisadora e ativista espanhola dos direitos das mulheres. Ela atuou como porta-voz de várias organizações feministas, entre elas o No Somos Vasijas e Recav, cujo objetivo é ser contra a prática da barriga de aluguel (em castelhano:  alquiler de vientres). Ela esteve envolvida nos esforços para manter o aborto legal, escrevendo o manifesto para o Tren de la Libertad de 2014. Miyares Fernández foi ativa na defesa de causas feministas antes das eleições gerais espanholas de 2019.
Miyares fez o seu Doutorado em Filosofia na Universidade de Oviedo sob presença das mulheres nos cargos eleitos do governo espanhol. É chefe do Departamento de Filosofia e professora do Instituto Humanejos de Parla de Madrid. Ela ganhou vários prêmios por seu trabalho.

## Feminismo e ativismo pelos direitos das mulheres
Miyares Fernández é uma filósofa, feminista, pesquisadora e ativista dos direitos das mulheres espanhola. Ela é presidente do No Somos Vasija, uma organização feminista contra a barriga de aluguel, que ela ajudou a fundar em 2015.
Miyares Fernández defende uma filosofia feminista que diz: “o tempo das boas palavras acabou”. Ela disse: "igualdade e democracia deveriam ser quase a mesma coisa, democracia sem igualdade não seria real." Ela também afirmou que "o feminismo espanhol é abolicionista". Suas crenças feministas incluem que os corpos das mulheres não são propriedades consumistas. Miyares Fernández argumentou que o sistema educativo espanhol serviu para minar os direitos das mulheres ao atrasar a igualdade.

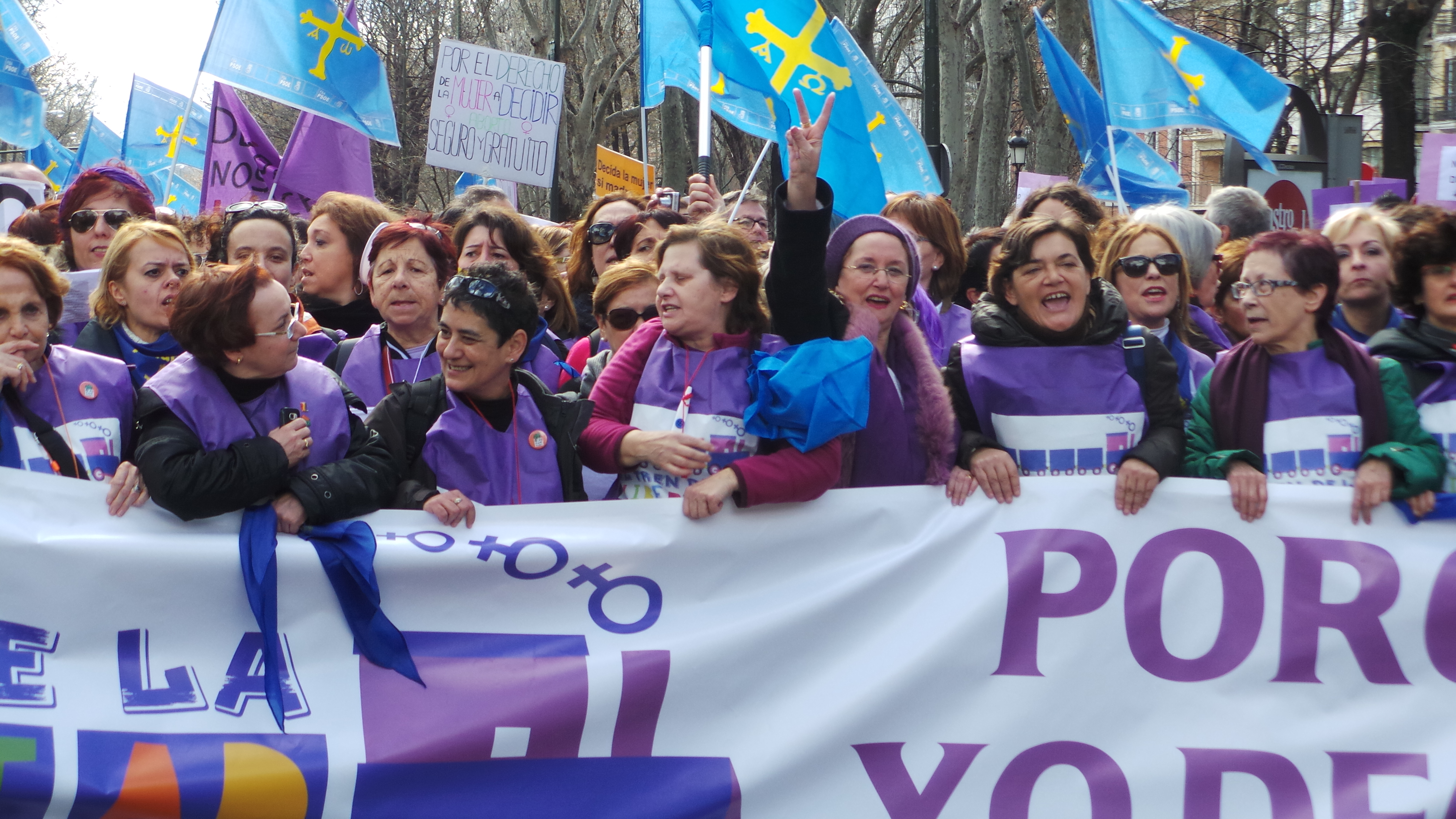
Alicia Miyares no protesto "El Tren de la Libertad" realizado em Madrid, na Espanha, em 1 de fevereiro de 2014.

Miyares Fernández escreveu o manifesto para o "Tren de la Libertad" de 2014. Seu manifesto representou um marco para o feminismo espanhol.
A Fundación Atenea organizou uma conferência sobre género e inclusão em novembro de 2016. Os palestrantes incluíram Alicia Miyares, Carlos Molina, María Pazos, María del Mar García Calvente, Soledad Muruaga, Lina Gálvez, Octavio Salazar, Beatriz Ranea e Pilar Foronda. Em 2017, ela participou de um debate sobre aluguel de útero na Espanha e foi citada pelo El País como tendo dito: "Acho que um dos desejos mais fortes das pessoas é ser pais. Existem dramas da vida real: mulheres que não têm útero, que sofreram de câncer, ou o caso dos casais homossexuais (...) Como não entender essa frustração? Mas não se pode colocar os desejos acima dos direitos. O corpo é o limite do que se pode comprar e vender." (em castelhano:  Creo que uno de los deseos más fuertes de las personas es ser padres. Hay verdaderos dramas vitales: mujeres que no tienen útero, que han sufrido cáncer, o el caso de parejas homosexuales (...) ¿Cómo no voy a entender esa frustración? Pero no se pueden poner los deseos por encima de los derechos. El cuerpo es el límite de lo que se puede comprar y vender.)
Em julho de 2018, Miyares Fernández participou da 15.ª Escola Feminista Rosario de Acuña em Gijón. Ela falou sobre o assédio sexual que as mulheres enfrentaram na conferência, dizendo: “Acho que hoje elas não são equivalentes”. Quando uma mulher diz para alguém “bonito!”, ela pode estar descrevendo uma realidade física. Aquele homem é muito bonito. Já quando um homem diz o mesmo, nesse sentido ele está dizendo outra coisa: ‘Se eu quiser, me aproprio do seu corpo.'" (em castelhano:  Creo que a día de hoy no son equivalentes. Cuando una mujer dice a uno, '¡guapo!', puede que esté describiendo una realidad física, ese hombre es muy guapo. Cuando un varón piropea en ese sentido, está diciendo algo más, es: 'si yo quiero, me apropio de tu cuerpo.) Em setembro de 2018, trinta famílias espanholas ficaram presas em Kiev, incapazes de repatriar os filhos que tiveram através do aluguer de úteros. Como porta-voz do No Somos Vasijas, Miyares Fernández manifestou-se contra os seus esforços para regressar com estas crianças, alegando que estas famílias estavam a tentar cometer uma fraude legal.
Em novembro de 2018, Miyares Fernández participou do Dia das Maternidades Vulneráveis em Valência. Participou como porta-voz do No Somos Vasijas e Recav.
Antes das eleições gerais espanholas de 2019, Miyares Fernández foi muito veemente sobre a barriga de algue (em castelhano:  vientres de alquiler). Em 9 de abril de 2019, Miyares Fernández fazia parte de um grupo de mulheres feministas espanholas que publicaram o seu manifesto abolicionista da prostituição e anti-aluguel do útero para objetivos feministas que queriam ver aparecer nos manifestos do partido antes das eleições gerais de 2019. Naquela tarde, participou nas VI Jornadas Clara Campoamor de Fuenlabrada para explicar melhor a sua agenda feminista antes das eleições gerais de 2019.

## Educação e carreira

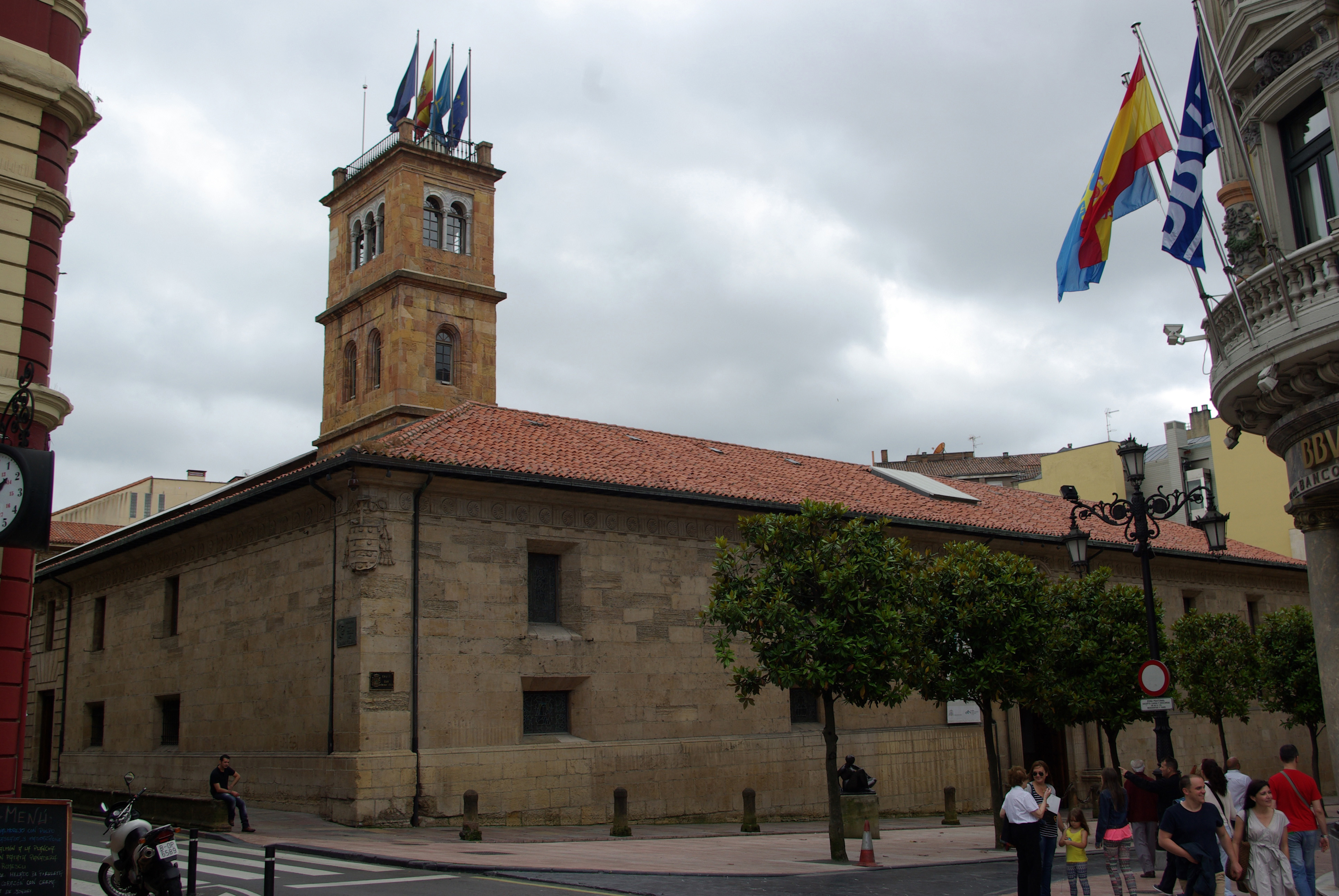
Universidade de Oviedo, local onde Fernández concluiu seu Doutorado em Filosofia

Miyares Fernández concluiu o seu Doutorado em Filosofia na Universidade de Oviedo sobre a presença das mulheres nos cargos eleitos do governo espanhol. A sua tese mostrou que as citações eram boas para garantir que as mulheres estivessem representadas no Parlamento, mesmo entre partidos de direita. A partir de 2012, é chefe do Departamento de Filosofia e professora do Instituto Humanejos de Parla de Madrid. Seus interesses de pesquisa giram em torno da repercussão dos aspectos sociais, políticos e morais do feminismo e da filosofia política do século XIX.
A Universidade das Ilhas Baleares programou algumas conferências como parte da sua Universidade de Estudos de Género de Verão de 2018. Miyares Fernández fez uma apresentação sobre a quarta onda do feminismo durante a Universidade Summer. Ela estava programada para participar novamente em 2019.
Miyares Fernández atuou como Gabinete do Ministério da Educação e Cultura do Governo das Astúrias. Também atuou como consultora técnica da Unidade de Igualdade "Mulher e Ciência" do Ministério da Educação e Ciência.

## Vida pessoal
Miyares Fernández nasceu em Les Arriondes em 1963.

## Prêmios
- 2016: Prêmio Comadre de Oro especial, otorgado pela Tertulia Feminista Les Comadres.
- 2016: Prêmio Escola de Pensamento Feminista "Amelia Valcárcel"[19]
- 2018: Prêmio Feminista de Honra na XXI Edição dos Prêmios Mulheres Progresistas 2018, organizado pela Federación de Mujeres Progresistas.[20]